# Chkalov (Armenia)
Chkalov (in armeno Չկալով?) è un comune della Provincia di Lori, in Armenia. Nel 2008 la popolazione stimata era di 153 abitanti.
Il nome della città è un omaggio al pioniere dell'aviazione russo Valerij Pavlovič Čkalov.
| Anno        | 1886 | 1897 | 1926 | 1939 | 1959 | 1970 | 1979 | 1989 | 2001 | 2004 | 2008 |
| Popolazione | 232  | 297  | 522  | 620  | 474  | 415  | 286  | 408  | 216  | 152  | 153  |